# Novation Supernova
De Novation SuperNova is een virtueel analoge synthesizer van Novation uitgebracht in 1998. Het instrument is een 3U-hoge geluidsmodule die werd opgevolgd door de SuperNova II met meer polyfonie en een 61-toetsen klavier.
De SuperNova heeft de mogelijkheid om aan elk timbre een geluidseffect zoals galm of chorus toe te wijzen. Hiermee kan een rijker geluid worden geproduceerd, iets wat niet eerder mogelijk was met een multitimbrale synthesizer.
Het muziekinstrument werd gebruikt door artiesten als Orbital, ATB, The Faint, Ozric Tentacles, Jean-Michel Jarre en A Guy Called Gerald.

## Beschrijving
De SuperNova kwam uit in 1998 naast andere concurrerende modellen virtueel analoge synthesizers zoals de Roland JP-8000, Clavia Nord Lead, Korg Prophecy, Yamaha AN1x en de Access Virus. De SuperNova bevat veel gelijke functies, zoals een digitale imitatie van een analoge subtractieve synthesizer en een resonantiefilter.
Het instrument bevat geen driehoek- en sinusgolf om klanken op te wekken, maar heeft meer polyfonie en uitgebreide multieffecten dan andere modellen uit die tijd. Er kunnen zeven gelijktijdige effecten worden toegewezen zonder verlies van polyfonie.
In 2000 werd de SuperNova II uitgebracht. Dit model breidde de polyfonie uit tot 24 stemmen (maximaal tot 48 stemmen), en werd uitgebracht zowel als een geluidsmodule en een synthesizer met klavier. In dit model werd FM-synthese en ringmodulatie toegevoegd, een vocoder en een arpeggiator.
Novation stopte de productie van het instrument in 2001.